# Proterochampsa
Proterochampsa é um género de Archosauromorpha Proterochampsidae do final do Triássico da Argentina e Brasil.